# Entedon
Entedon är ett släkte av steklar som beskrevs av Johan Wilhelm Dalman 1820. Entedon ingår i familjen finglanssteklar.

## Dottertaxa tillEntedon, i alfabetisk ordning[1][2]
- Entedon abdera
- Entedon aequilongus
- Entedon aereiscapus
- Entedon aestivalis
- Entedon albifemur
- Entedon albigenu
- Entedon albiscapus
- Entedon albiziarum
- Entedon alveolatus
- Entedon amadocus
- Entedon amethysteus
- Entedon anthonomi
- Entedon apionis
- Entedon armigerae
- Entedon arrabonicus
- Entedon ashmeadi
- Entedon auratus
- Entedon australiansis
- Entedon axia
- Entedon betulae
- Entedon bicolor
- Entedon bigeloviae
- Entedon bouceki
- Entedon broussonetiae
- Entedon bruchivorus
- Entedon calcicola
- Entedon cardui
- Entedon caudatus
- Entedon cavicornis
- Entedon chalybaeus
- Entedon charino
- Entedon cioni
- Entedon cionobius
- Entedon columbianus
- Entedon confinis
- Entedon connexus
- Entedon coponices
- Entedon coquillettii
- Entedon costalis
- Entedon crassiscapus
- Entedon cyanellus
- Entedon danielssoni
- Entedon darleneae
- Entedon daurises
- Entedon delvarei
- Entedon diabolus
- Entedon diotimus
- Entedon epicharis
- Entedon ergias
- Entedon ernobii
- Entedon excelsus
- Entedon fufius
- Entedon fursovi
- Entedon fuscitarsis
- Entedon genei
- Entedon genu
- Entedon glabrio
- Entedon gracilior
- Entedon gunturensis
- Entedon hercyna
- Entedon hestia
- Entedon heyeri
- Entedon hylotomarum
- Entedon inconspicuus
- Entedon incultus
- Entedon isander
- Entedon lanceolatus
- Entedon laticeps
- Entedon leucopus
- Entedon longicorpus
- Entedon longiventris
- Entedon longus
- Entedon luteipes
- Entedon magnificus
- Entedon magnus
- Entedon manilensis
- Entedon marci
- Entedon marginalis
- Entedon mera
- Entedon metatarsalis
- Entedon methion
- Entedon nigrini
- Entedon nomizonis
- Entedon occidentalis
- Entedon ocyalus
- Entedon omnivorus
- Entedon oxys
- Entedon pallicrus
- Entedon parvicalcar
- Entedon pecki
- Entedon perturbatus
- Entedon pharnus
- Entedon philiscus
- Entedon pinetorum
- Entedon pini
- Entedon procerus
- Entedon procioni
- Entedon pseudonigritarsis
- Entedon pterocarpi
- Entedon pumilae
- Entedon punctiscapus
- Entedon rex
- Entedon robustus
- Entedon rumicis
- Entedon scapus
- Entedon secundarius
- Entedon secundus
- Entedon senegalensis
- Entedon setifrons
- Entedon sparetus
- Entedon squamosus
- Entedon stennos
- Entedon stephanopachi
- Entedon subfumatus
- Entedon syleptae
- Entedon tachypterelli
- Entedon teedoe
- Entedon tenuitarsis
- Entedon thestius
- Entedon thonis
- Entedon thoubalensis
- Entedon tibialis
- Entedon tobiasi
- Entedon transparens
- Entedon tumiditempli
- Entedon ulicis
- Entedon ulmi
- Entedon unicostatus
- Entedon vaginulae
- Entedon washingtoni
- Entedon victoriensis
- Entedon wilsonii
- Entedon vuattouxi
- Entedon xanthostoma
- Entedon yichunicus
- Entedon zairensis
- Entedon zanara
- Entedon zerovae